# Calamia immaculata
Calamia immaculata là một loài bướm đêm trong họ Noctuidae.